# Federico Albert Taupp
Federico Albert Taupp (Berlín, 8 de noviembre de 1867-Chile, 9 de noviembre de 1928), fue un profesor y científico alemán que ejerció la docencia en Instituto Pedagógico de la Universidad de Chile y es un precursor de la conservación de recursos naturales y la ecología.
Nació en Berlín, Alemania el 8 de noviembre de 1867. Estudió en el Real Gimnasio de Dorotea en Berlín, obteniendo el grado de bachiller en Botánica. En 1887 obtuvo el doctorado en Ciencias Naturales y consiguió trabajo en el Jardín Botánico de Berlín.
Tal como a otros jóvenes científicos alemanes (Juan Steffen, Federico Hanssen o Federico Johow) llamó la atención del gobierno chileno dirigido por Balmaceda (que deseaba organizar un Instituto Pedagógico de inspiración germana). Albert fue contratado para ejercer la docencia en la naciente institución que nació en 1889. Además obtuvo un cargo de preparador en el Museo Nacional de Historia Natural. En este lugar trabajará con Rodolfo Amando Philippi como paleontólogo, zoólogo y ornitólogo.

## Obras
- Albert publicó más de 129 escritos entre libros y artículos:
  - Las aves chilenas. 1888
  - Los bosques en el país. 1901
  - Estudios sobre la chinchilla. 1901
  - Las plantas leñosas de Chile. 1906
  - El problema pesquero. 1913

## Su legado
- Exploró el pasado paleontológico de Chile y rescató la mayor colección de fósiles para el Museo de Historia Natural.

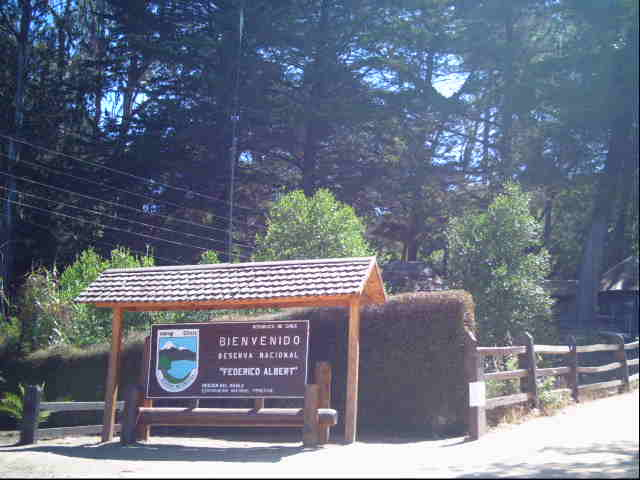
En la comuna de Chanco existe una placa recordatoria en su honor por "salvar el pueblo" amenazado por el avance de las dunas. El bosque plantado a instancias de Albert es ahora una Reserva Nacional que lleva su nombre.

- Colaboró en la aclimatación de especies foráneas en el territorio chileno, entre ellas el salmón, que transformará a Chile en el siglo XXI en el segundo productor mundial de esta especie.
- Estudió y llamó a la protección de organismos autóctonos como la chinchilla y la langosta de Juan Fernández
- Atacó el avance de las dunas mediante un estudio que sugirió un plan de forestación y la creación de Reservas Forestales Nacionales.
- Generó en el servicio público la Inspección General de Bosques, Caza y Pesca, organismo que aún existe y colaboró en proteger la fauna nacional.
- Fomentó la conciencia ecológica del país anfitrión, introdujo el concepto de protección de la flora y fauna la creación de leyes de conservación de recursos naturales.

En 1910 como una manera de retribución el gobierno chileno le otorgó la nacionalidad por gracia. Si bien partirá a Alemania durante la Primera Guerra Mundial, volverá a Chile donde fallecerá en 1928.